# Chalakudy
Chalakudy (o Chalakudi, Kizhake Chalakudi) è una suddivisione dell'India, classificata come municipality, di 48.371 abitanti, situata nel distretto di Thrissur, nello stato federato del Kerala. In base al numero di abitanti la città rientra nella classe III (da 20.000 a 49.999 persone).

## Geografia fisica
La città è situata a 10° 18' 0 N e 76° 20' 60 E e ha un'altitudine di 42 m s.l.m..

## Società

### Evoluzione demografica
Al censimento del 2001 la popolazione di Chalakudy assommava a 48.371 persone, delle quali 23.621 maschi e 24.750 femmine. I bambini di età inferiore o uguale ai sei anni assommavano a 5.056, dei quali 2.580 maschi e 2.476 femmine. Infine, coloro che erano in grado di saper almeno leggere e scrivere erano 41.114, dei quali 20.364 maschi e 20.750 femmine.